# Airfix Dogfighter
Airfix Dogfighter ist ein Computerspiel des schwedischen Entwicklers Unique Development Studios, das im Jahr 2000 für Windows veröffentlicht wurde. Es gehört zum Genre der dreidimensionalen Actionspiele.
Der Titel ist Reminiszenz an die Dogfight-Bausatzserie des britischen Modellbauherstellers Airfix, in der je zwei Flugzeugmodelle des Zweiten Weltkriegs (z. B. Messerschmitt Me 262 und Mosquito) zusammen angeboten wurden. Dem Set war ein Doppelständer beigefügt, auf dem die Modelle so montiert werden konnten, dass sie den Eindruck eines in engen Kurven ausgetragenen Luftzweikampfes (engl. umgangssprachlich Dogfight) erweckten.
In das Spielzeug-Szenario fügen sich auch die vorhandenen Szenarien ein. Der Spieler operiert in einem Wohnhaus und dessen näherer Umgebung. Dort muss er auch gegen andere Airfix-Modelle wie Panzer und Kriegsschiffe kämpfen. In den Levels schaltet der Spieler Bausätze für neue Flugzeuge und auch Upgrades frei. Eine weitere spielerische Komponente ist der Treibstofftank, da das Flugzeug bei leerem Tank nicht unvermittelt abstürzt.
Der Ablauf einer einzelnen Mission nimmt Einfluss auf den allgemeinen Spielablauf.
Die Flugzeuge steuern sich verhältnismäßig einfach; dem Anspruch, eine Flugsimulation zu sein, wird das Spiel daher nicht gerecht. Eher ist es mit den Micro-Machines-Rennspielen vergleichbar, bei welchen der Spieler in Spielzeugautos Rennen in häuslicher Umgebung fuhr.

## Waffen
Es gibt folgende Waffen:
- Atombomben
- Luftminen
- Lenkraketen
- Laser
- Bomben
- Batterie
- Raketen
- Maschinenwaffe
- Geschosse

## Flugzeuge
In Airfix Dogfighter gibt es verschiedene Flugzeug-Modelle. Jedes Modell hat Vor- und Nachteile.
Es gibt folgende Flugzeugtypen:
- Messerschmitt Bf 109
- P-61 Black Widow
- SBD Dauntless
- Fiat G.50
- Focke-Wulf Fw 190
- Grumman F6F Hellcat
- Hawker Hurricane
- Messerschmitt Me163 Komet
- Messerschmitt Me 262
- P-51 Mustang
- Supermarine Spitfire
- Ju 87 Stuka
- Hawker Typhoon
- A6M Zero
- Boeing B-17
- Junkers Ju 86
- Avro Lancaster
- Graf Zeppelin II (nur in Mission verfügbar)